# Vigone
Vigone (Vigon in piemontese) è un comune italiano di 5 059 abitanti della città metropolitana di Torino, nel Piemonte sud-occidentale.

## Geografia fisica
Vigone è situato a sud ovest di Torino lungo la direttrice che da Pinerolo conduce a Carmagnola; si trova a circa trenta chilometri da Torino, quindici da Pinerolo e venti da Carmagnola.
È in piena pianura alluvionale, non lontano dalle montagne. È bagnato dalle acque dei torrenti Pellice, Chisone e Lemina.
Il territorio, oltre al nucleo del centro storico, è composto da numerose frazioni oltre ad altri nuclei di abitazioni più piccoli e una grande quantità di case isolate.

## Storia
Il significato del nome Vigone è incerto. Sembra derivato da Vicus Guidonis.
La prima testimonianza del 1029 descrive Vigone soggetta al marchese Manfredi di Susa.
In seguito diventa possedimento dei Savoia.
La peste del 1630 provoca 1500 morti nel comune di Vigone ed il fatto induce i vigonesi a scegliere come protettore san Nicola da Tolentino. La devozione verso questo santo si era già diffusa in territorio vigonese in seguito alla costruzione di un convento Agostiniano nel 1460.

### Simboli
Lo stemma si presenta di rosso, alla croce d'argento, accantonata nel primo dalla stella di cinque raggi d'oro.
Lo stemma era in uso dal XVII secolo ed è stato approvato con delibera del commissario prefettizio di Vigone del 10 febbraio 1932 e riconosciuto ufficialmente con decreto del capo del governo del 6 novembre 1937.
(D.C.G. 6 novembre 1937)
Lo scudo è sostenuto da due leoni controrampanti, tenenti una lancia d'oro, con banderuola di rosso alla croce d'argento.

### Onorificenze
Il Comune di Vigone è insignito del titolo di città.

## Monumenti e luoghi d'interesse

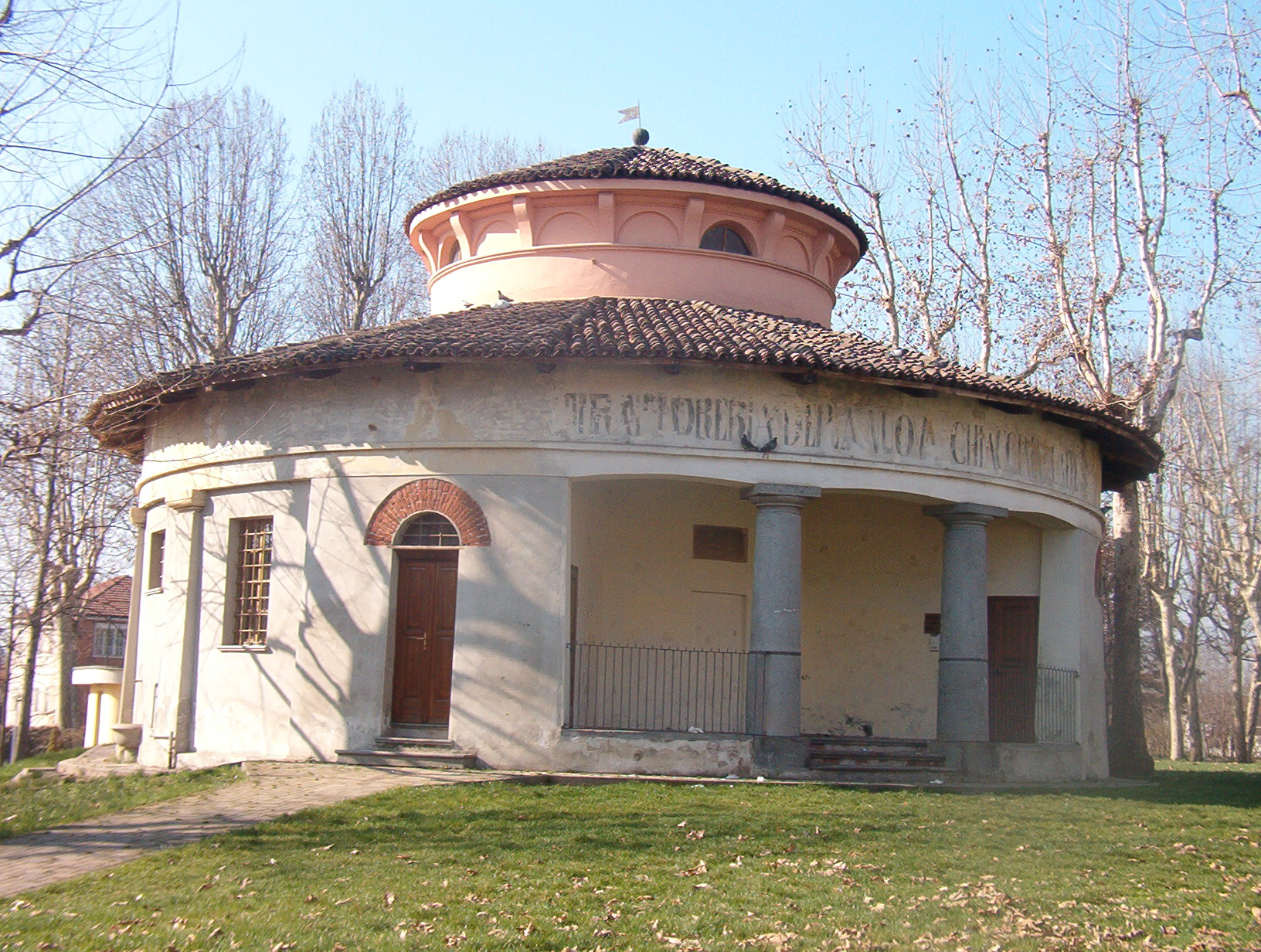
La Rotonda

- Presso il comune di Vigone, si trovava negli anni scorsi "uno tra i più grandi presepi della nazione"[senza fonte], il quale con la passione della famiglia Audisio, ma soprattutto del capo famiglia Giovanni, riempiva l'intera chiesa di San Bernardino, emozionando i visitatori che dopo più di 10 anni di esposizione ormai arrivavano da tutta Italia. Il presepe non è più esposto.
- Sala dei ricordi: museo che si trovava in Vicolo del teatro e custodiva una raccolta di spettacoli viaggianti e di organi meccanici[9]
- Archivio storico: comprende unità archivistiche a partire dal 1285 al 1950.
- Biblioteca Luisia, in via Umberto I, 7.
- Donazione Baretta: mostra di pittura permanente annessa alla Biblioteca Luisia nella quale sono conservate 47 opere del pittore vigonese Michele Baretta.
- La Rotonda: costruzione situata nel parco di piazza Clemente Corte. Si tratta di una ghiacciaia costruita nel 1825 su progetto dell'architetto Felice Courtial. Terminata la sua funzione di ghiacciaia fu trasformata in abitazione di tipo popolare. Di proprietà del comune, è attualmente destinata a sede associativa ed espositiva per mostre ed eventi.
- Teatro Selve: tipico teatro all'italiana ottocentesco riportato allo splendore originale dai recenti restauri.

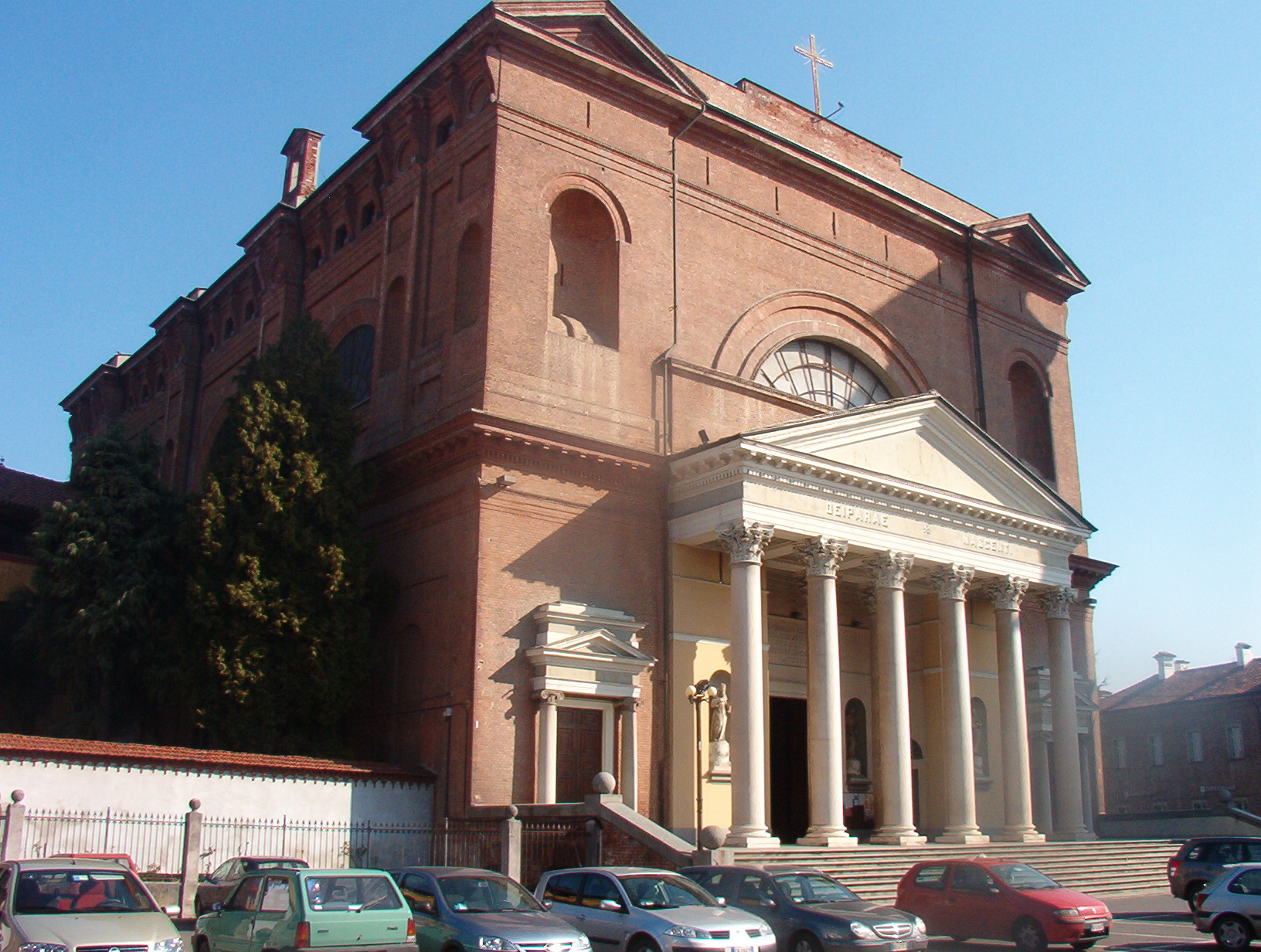
Santa Maria del Borgo

### Architetture religiose
- Pieve di Santa Maria de Hortis: risale al IX secolo. In essa è conservata una serie di preziosi affreschi risalenti ai secoli XIV e XV recentemente restaurata.
- Chiesa della Confraternita del SS. nome di Gesù: fu edificata nel 1644 a ricordo della peste del 1630; l'edificio, sconsacrato negli anni Ottanta del secolo scorso, è ora proprietà comunale ed è sede di mostre e convegni.
- Chiesa di Santa Caterina: fu costruita intorno agli anni 1460 in stile gotico lombardo. Conserva un'interessante raccolta di dipinti del XVII e XVIII secolo. Nell'abside il Martirio di santa Caterina, affrescato dal vigonese Michele Baretta nel 1954.
- Chiesa di San Defendente.
- Chiesa di San Bernardo: edificio quattrocentesco situato all'uscita della città in direzione Pinerolo; oltre a numerose tracce di affreschi risalenti all'epoca di costruzione e ai successivi interventi alla struttura, ospita una via crucis realizzata da Michele Baretta.
- Chiesa di San Bernardino: costruita inizialmente nel 1504 e poi ricostruita nel 1684.
- Chiesa di Santa Maria del Borgo: imponente chiesa in stile neoclassico, opera dell'architetto Giuseppe Maria Talucchi costruita nel 1832 su una precedente chiesa gotica. Di particolare rilievo le decorazioni del soffitto ad opera del pittore Enrico Reffo.

## Società

### Evoluzione demografica
Abitanti censiti

### Istituzioni, enti e associazioni
- La Vigoneisa[11] - Banda musicale folkloristica con majorettes
- Croce Rossa Italiana - Comitato Locale di Vigone
- GIM - Giovani in Movimento
- Laboratorio teatrale IL BAGATTO che dal maggio 1996 si occupa di teatro amatoriale organizzando spettacoli e gestendo corsi di formazione.

## Economia
La posizione è particolarmente favorevole per l'agricoltura: nel suo circondario in passato venivano coltivati soprattutto frumento e foraggio, oggi vi è quasi esclusivamente la produzione intensiva di mais.
Negli ultimi dieci anni, il territorio è stato interessato da un forte sviluppo dell'allevamento del cavallo; tra i numerosi allevamenti presenti, alcuni hanno raggiunto una riconosciuta eccellenza a livello nazionale ed internazionale producendo numerosi campioni del trotto.
Vivono a Vigone alcuni tra i più noti campioni dell'ippica, tra cui Varenne, considerato il cavallo più forte della storia del trotto.

## Cultura

### Eventi
- Carnevale - Le maschere di Vigone sono il Count Rugnun e la Bela Isidora
- VIGOFLOR: mostra mercato regionale del Florovivaismo ed arredo giardino
- Festa patronale di san Nicola da Tolentino, seconda domenica di settembre
- Fiera del Mais e dei Cavalli, fiera nazionale, nel mese di ottobre

## Infrastrutture e trasporti
Fra il 1884 e il 1986 l'abitato era servito da una stazione posta lungo la ferrovia Airasca-Saluzzo, ove ora è stata costruita una pista ciclabile che collega Vigone con Cercenasco e Villafranca Piemonte.

## Geografia antropica

### Frazioni
Le frazioni principali:
- Quintanello, lungo la strada che conduce a Pancalieri e poi a Carmagnola
- Trepellice, in posizione sud-est a fianco della strada che conduce a Villafranca
- Zucchea, in posizione sud-ovest verso il torrente Pellice.

## Amministrazione

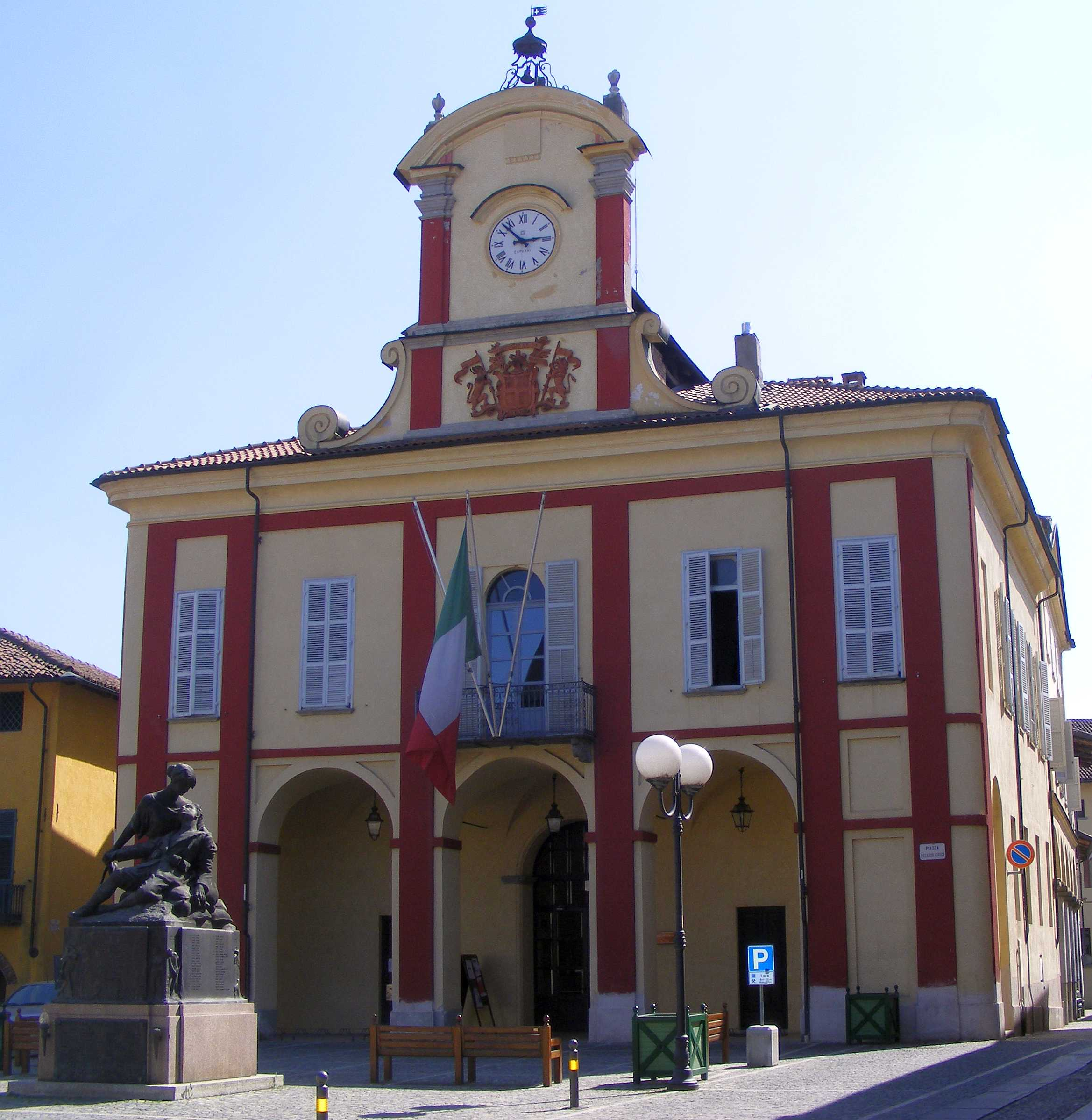
Il municipio

| Periodo | Periodo   | Primo cittadino           | Partito      | Carica           | Note          |
| ------- | --------- | ------------------------- | ------------ | ---------------- | ------------- |
| 2004    | 2009      | Bernardino Ambrosio       | lista civica | Sindaco          | II mandato    |
| 2009    | 2014      | Restagno Ambrogio Claudio | lista civica | Sindaco          |               |
| 2014    | 2019      | Restagno Ambrogio Claudio | lista civica | Sindaco          | II mandato    |
| 2019    | 2021      | Abate Luciano             | lista civica | Sindaco          | [ 12 ] [ 13 ] |
| 2021    | 2022      | Cerato Fabio              | lista civica | Vicesindaco f.f. | [ 13 ]        |
| 2022    | in carica | Cerato Fabio              | lista civica | Sindaco          | [ 1 ]         |

### Gemellaggi
- Cañada Rosquín

## Sport
- A.S.D. Football Club Vigone
- A.S.D. Vigone Bike - Associazione di liberi pedalatori

Era presente in città anche il club calcistico giovanile chiamato "Vicus 2010" fondato nel 2010 dall'ex giocatore Davide Nicola. L'attività calcistica giovanile è ora seguita dall'A.S.D. Football Club Vigone.